# 6 avril dans les chemins de fer
6 mars 6 mai
Chronologies thématiques
- Croisades
- Sports
- Disney

Cette page concerne les événements qui se sont déroulés un 6 avril dans les chemins de fer.

## Événements

### XIXesiècle
- 1893. France : mise en service du tronçon Montreuil - Berck-Ville de la ligne Aire-sur-la-Lys - Berck-Plage.

### XXIesiècle
- 2006. Allemagne : la compagnie ferroviaire Deutsche Bahn a annoncé des résultats en hausse pour 2005, avec 450 millions d'euros de bénéfice d'exploitation.